# شينجي كينوشيتا
شينجي كينوشيتا (باليابانية: 木下 伸二) (17 ديسمبر 1989 في البرازيل – )؛ هو لاعب كرة قدم سابق كان يلعب كمدافع.